# Eveline Adelheid von Maydell
Eveline Adelheid von Maydell, née à Téhéran le 19 mai 1890 et morte à Sintra le 24 décembre 1962, est une artiste de silhouette estonienne.
Elle étudie le dessin à Pernau, en Estonie, à Riga, en Lettonie et à Saint-Pétersbourg, en Russie. Elle a déménagé aux États-Unis en 1922.

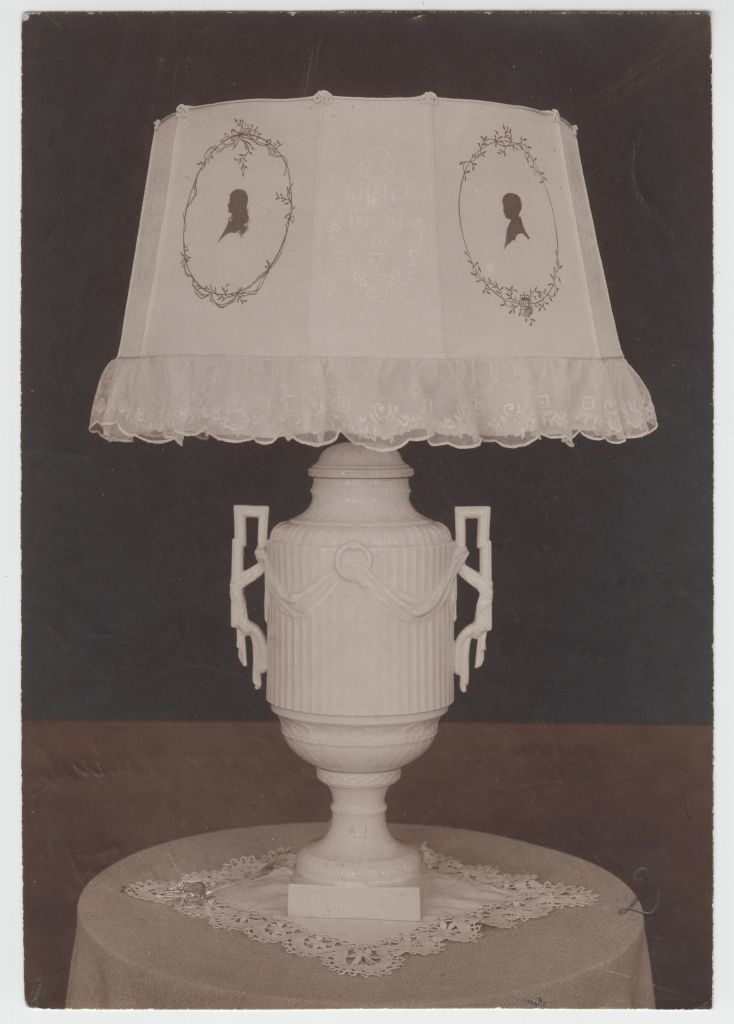
Une lampe décorée avec des silhouettes d'Eveline Maydell

Plusieurs de ses œuvres ont été exposées à la Corcoran Gallery of Art dans les années 1920,, et à nouveau dans les années 1940.
Elle est décrite comme étant ambidextre dans un article de journal de Milwaukee de 1942 : « Elle croque et dessine avec sa main gauche et avec sa main droite elle cisaille les silhouettes ».
Elle a obtenu un brevet américain pour « un motif ornemental pour un fauteuil » le 3 juillet 1930.